# Stranjevo
Stranjevo (cyr. Страњево) – wieś w Serbii, w okręgu jablanickim, w gminie Vlasotince. W 2011 roku liczyła 29 mieszkańców.